# Synagoga Abrama Witelzona w Łodzi
Synagoga Abrama Witelzona w Łodzi – prywatny dom modlitwy znajdujący się w Łodzi przy ulicy Północnej 23.
Synagoga została zbudowana w 1902 roku z inicjatywy Abrama Witelzona. Mogła ona pomieścić 50 osób. Podczas II wojny światowej hitlerowcy zdewastowali synagogę.